# IMG Models
IMG Models — одно из главных международных модельных агентств. Основной офис расположен в Нью-Йорке, с отделениями в Париже, Лондоне, Милане и Гонконге. Оно является подразделением Кливлендского IMG.
IMG Models представляет одних из самых популярных моделей в мире, включая Жизель Бюндхен, Кейт Мосс, Тайру Бэнкс, Хайди Клум, Джемму Ворд, Сашу Пивоварову, Фрею Беху, Лару Стоун, Лили Коул, Беллу Хадид, Джиджи Хадид.
В 2013 году агентство объединилось с компанией «William Morris Endeavor».

## История
Агентство «IMG Models» было основано в 1987 году спортивным агентом, Марком Маккормаком. В 1994 году Айван Барт присоединился к компании в качестве креативного директора, а в 2013 году стал президентом «IMG Models».
В 2013 году Барт начал сотрудничать с моделями без учета традиционных требований к росту, весу, расе или возрасту, а также других факторов, которые исторически препятствовали разнообразию в кастинге моделей.
В 2014 году «IMG Models» стали искать моделей в Instagram. С помощью данного приложения они отыскали таких моделей, как Ламека Фокс, Алисса Траоре, и Жизель Оливейра. Они также провели поиск моделей через свой веб-сайт.

## Модели, представляемые IMG
Следующих моделей либо представляет, либо представляло модельное агентство IMG.
- Беатрис Клименко
- Мини Анден
- Кейт Аптон
- Бьянка Балти
- Миша Бартон
- Александра Бёрк
- Алексис Бледел
- Тайра Бэнкс
- Жизель Бюндхен
- Хейли Бибер
- Мика Ван Винкл
- Кэсси Ван ден Данген
- Ясмин Варсейм
- Алек Век
- Дарья Вербова
- Эми Вессон
- Каролин Винберг
- Джемма Ворд
- Магдалена Вробель
- Анна Вьялицына
- Лена Герке
- Эсти Гинзбург
- Джессика Гомес
- Фрида Густавссон
- Кайя Гербер
- Пресли Гербер
- Хилари Дафф
- Элизабет Джаггер
- Лили Дональдсон
- Ду Жуан
- Таня Дягилева
- Шанель Иман
- Милла Йовович
- Летиция Каста
- Лия Кебеде
- Дениз Келлер
- Миранда Керр
- Райли Кио
- Бриттани Клайн
- Хайди Клум
- Беатрис Клименко
- Ирина Куликова
- Каролина Куркова
- Карла Кэмпбелл
- Анук Лепер
- Анджела Линдвал
- Одри Линдвал
- Эшли Мадекве
- Джарах Мариано
- Барбара Мейер
- Кэролин Мёрфи
- Мариса Миллер
- Тейлор Момсен
- Дженевив Мортон
- Таллула Мортон
- Фернанда Мотта
- Астрид Муньос
- Аманда Мур
- Джулианна Мур
- Лили Олдридж
- Раиса Оливейра
- Барбара Палвин
- Саша Пивоварова
- Полина Поризкова
- Мэгги Ризер
- Уйвала Раут
- Хилари Рода
- Ребекка Ромейн
- Джейн Рэндалл
- Кэндис Свейнпол
- Стефани Сеймур
- Татьяна Сорокко
- Хана Сукупова
- Лара Стоун
- Дарья Строкоус
- Джессика Стэм
- Лив Тайлер
- Линг Тан
- Кристин Тейген
- Таша Тилберг
- Джессика Уайт
- Жакетта Уиллер
- Энн Уорд
- Виктория Фокс
- Мэри Фуема
- Дакота Фэннинг
- Анвар Хадид
- Белла Хадид
- Джиджи Хадид
- Шалом Харлоу
- Лорен Хаттон
- Йоанна Хаус
- Эмма Хеминг
- Аманда Хёрст
- Бриджет Холл
- Дженнифер Хоф
- Энджи Хэрмон
- Джейса Чиминаззо
- Ирина Шейк
- Ифке Штурм
- Лоннеке Энгель
- Фрея Беха Эриксен
- Моника Ягачак
- Куерелле Янсен
- Анна Эрдман
- Карли Клосс
- Тейлор Хилл
- Мэдди Зиглер
- Джиллиан Меркадо
- Лаура Берлин